# Didogobius bentuvii
Didogobius bentuvii är en fiskart som beskrevs av Miller, 1966. Didogobius bentuvii ingår i släktet Didogobius och familjen smörbultsfiskar. IUCN kategoriserar arten globalt som otillräckligt studerad. Inga underarter finns listade i Catalogue of Life.